# Сан Мауро Кастелверде
Сан Мауро Кастелверде (итал. San Mauro Castelverde) је насеље у Италији у округу Палермо, региону Сицилија.
Према процени из 2014. у насељу је живело 1737 становника. Насеље се налази на надморској висини од 1007 м.

## Становништво
Према резултатима пописа становништва 2011. у општини је живело 1.847 становника.
| 1931. | 1936. | 1951. | 1961. | 1971. | 1981. | 1991. | 2001. | 2011. |
| ----- | ----- | ----- | ----- | ----- | ----- | ----- | ----- | ----- |
| 5.120 | 5.121 | 4.875 | 4.698 | 3.434 | 3.151 | 2.565 | 2.166 | 1.847 |

## Партнерски градови
- Килмес
- Rush